# Шом ет Куршан
Шом ет Куршан (фр. Chaume-et-Courchamp) насеље је и општина у источном делу централне Француске у региону Бургоња, у департману Златна обала која припада префектури Дижон.
По подацима из 2011. године у општини је живело 160 становника, а густина насељености је износила 19,75 становника/km². Општина се простире на површини од 8,1 km². Налази се на средњој надморској висини од 296 метара (максималној 312 m, а минималној 239 m).

## Демографија
| 1962. | 1968. | 1975. | 1982. | 1990. | 1999. | 2011. |
| ----- | ----- | ----- | ----- | ----- | ----- | ----- |
| 128   | 135   | 145   | 142   | 131   | 140   | 160   |

График промене броја становника у току последњих година